# 何喜華
何喜華（Ho Hei-wah），BBS，JP，天主教教徒，香港社會工作者，現為香港社區組織協會主任。何喜華為低下階層人士的争取權益和社會福利，多年來曾協助新移民、獨居老人、無證媽媽等弱勢社群，經常批評政府漠視弱勢社群利益。過往他協助貧困人士申請綜合社會保障援助計劃、爭取香港居留權問題。2013年12月，何喜華協助新移民女子上訴，成功推翻申請綜援需居港七年的規定等事件均引發争議，被部分人指責他鼓吹引入香港新移民的風氣，損害香港利益。

## 社會工作
何喜華於1970年代加入了香港基督教工業委員會（CIC）和勞資關係協進會，後擔任CIC主席陳立橋的秘書。
後來成為社工，做過劉千石的助手，參與組織工人運動。何喜華1981年加入「香港社區組織協會」，關注失業人士、在職老人、露宿者、新移民家庭等等。

## 争議
作為爭取居港權人士之一的何喜華，憶述1999年，終審法院於裁定香港居民在內地所生子女自動享有居港權。當年特區政府聲稱，將有一百六十七萬人移居香港，對社會福利、教育及房屋資源造成沉重負擔，令很多市民對反感，不少人致電來謾罵他，甚至在街上當面罵他。
2013年12月，何喜華等人協助中國大陸新移民婦人孔允明，挑戰申請綜援需居港7年的規定，獲終審法院裁定勝訴，料新抵港者申請綜援個案、公共醫療等開支或增加，何喜華表示將進一步挑戰同樣有抵港七年申請限制的公屋政策，還要求取消所有新移民的限制政策，包括生果金、傷津、長津接受新移民申請，他稱這才合乎公義及居民權利，引發外界争議。
有評論提出多個論點，指何喜華的行徑是慷他人之慨、將福利與權利混為一談；從別人身上榨取資源，同樣不公平；福利的資源不是天上掉下來，總要有人負責結賬，所謂全民福利，是自欺欺人；而對於及某些困境是出於個人選擇的後果（如選擇移民而帶來困境），不是天災、疾病，難言是否應該幫忙。

## 個別事件取態
2005年11月28日，包括何喜華在內等香港近百名建築界、測量界、工程界、規劃界等人士於報章刊登廣告，答謝被批評有利益輸送及為自己進入地產發展商鋪路的房屋署署長梁展文，稱讚他處事進取、作風開放、勇於承擔等字句。
2012年，何喜華支持梁振英參選特首，同年，聲稱是以個人身分支持支持民建聯九龍西候選人蔣麗芸和新民黨新界西候選人田北辰。

## 嘉許
1997年，何喜華獲美國時代周刊評為香港最有影響力的25個人之一。1998年，何喜華獲香港行政長官董建華頒授銅紫荊星章，當年7月1日香港政府的新聞公報稱他「竭誠為本港的老人、無家可歸者、內地來港定居人士等條件較差人士服務，殊堪嘉許」。

## 外部連結
- 香港社區組織協會
- 資深社區工作者喜華以基督為榜樣，關注新移民